# Gregiochloris
Gregiochloris, rod slatkovodnih zelenih algi iz porodice Selenastraceae, dio reda Selenastraceae. Postoje svega dvije priznate vrste

## Vrste
1. Gregiochloris jolyi (C.E.M.Bicudo & R.M.T.Bicudo) P.Marvan, J.Komárek & A.Comas
2. Gregiochloris lacustris (Chodat) Marvan, Komárek & Comas